# Jaroslav Poštulka
Jaroslav Poštulka (* 8. ledna 1944) je bývalý český fotbalista.

## Fotbalová kariéra
V československé lize hrál za Baník Ostrava a TŽ Třinec. Dal 5 ligových gólů. Z Třince odešel do Baníku Havířov.

## Ligová bilance
| Ročník                                   | Zápasy | Góly | Klub          |
| ---------------------------------------- | ------ | ---- | ------------- |
| 1. československá fotbalová liga 1967/68 | 3      | 0    | Baník Ostrava |
| 1. československá fotbalová liga 1970/71 | 30     | 2    | TŽ Třinec     |
| 1. československá fotbalová liga 1971/72 | 26     | 1    | TŽ Třinec     |
| 1. československá fotbalová liga 1972/73 | 23     | 2    | TŽ Třinec     |
| CELKEM 1. liga                           | 82     | 5    |               |